# شهرستان دیکلب (میزوری)
شهرستان دیکلب، میزوری (به انگلیسی: DeKalb County, Missouri) یک سکونتگاه مسکونی در ایالات متحده آمریکا است که در میزوری واقع شده‌است.